# دستگیره

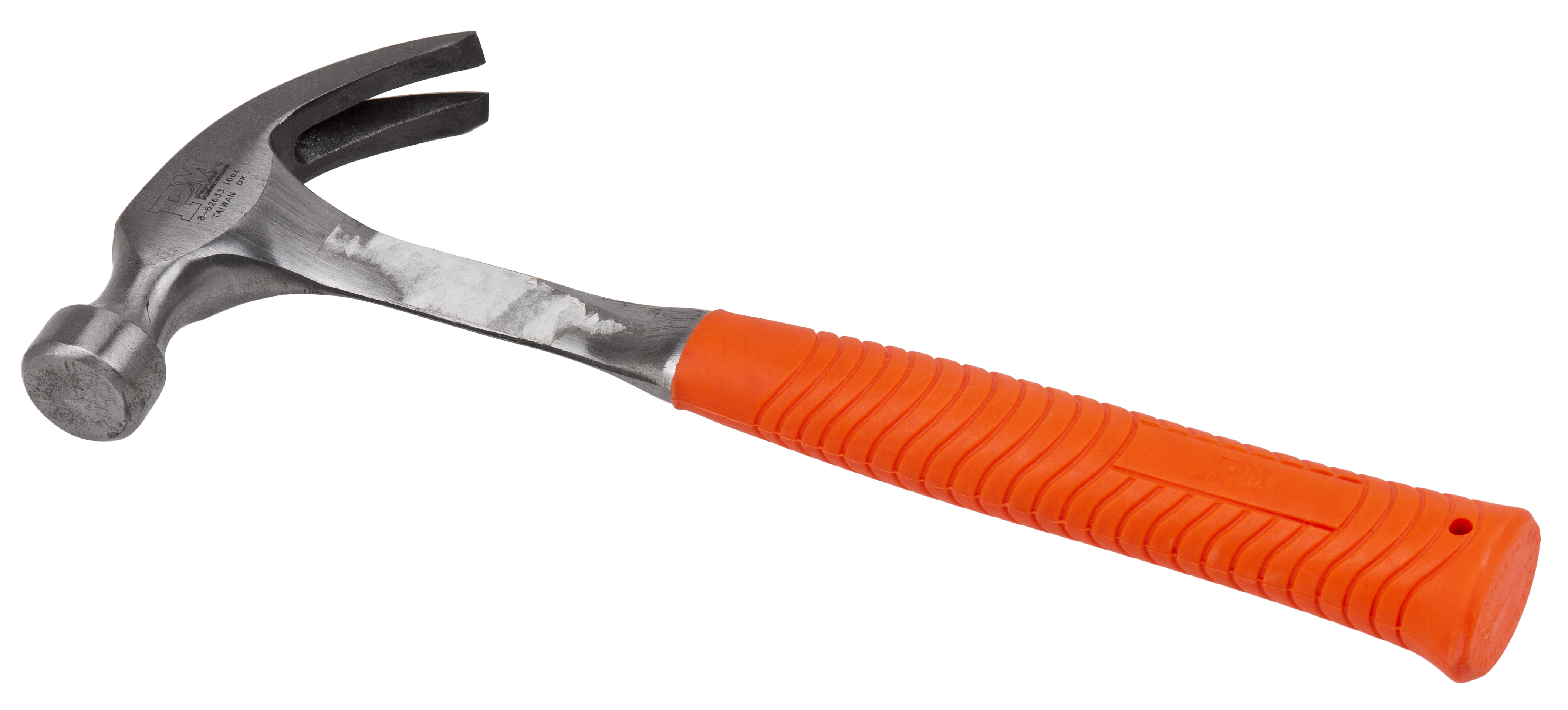
یک چکش با دستگیره لاستیک

دستگیره یک بخش متصل به شئ یا ابزارآلات است که برای در دست گرفتن و آسان ساختن کار با آن ابزار استفاده می شود. از دستگیره ها در بسیاری موارد مانند درب، چاقو، چکش، پیچ گوشتی و... استفاده شده است.